# Bednarzówka (województwo warmińsko-mazurskie)
Bednarzówka (dawna nazwa niem. Bōttchershof) – osada w Polsce, położona w województwie warmińsko-mazurskim, w powiecie iławskim, w gminie Zalewo. Miejscowość wchodzi w skład sołectwa Dobrzyki.

## Historia
W latach 1975–1998 miejscowość należała administracyjnie do województwa olsztyńskiego.
Miejscowość wzmiankowana w dokumentach z 1852 r., jako przysiółek na 5 włókach. W 1858 r. w dwóch gospodarstwach domowych było 38 mieszkańców. 
W latach 1937–1939 było 47 mieszkańców (przysiółek należał do Kiemian). 
W 1973, jako majątek, Bednarzówka należała do powiatu morąskiego, gmina Zalewo, poczta Jerzwałd.